# Janowice (gmina Wierzbinek)
Janowice – wieś w Polsce położona w województwie wielkopolskim, w powiecie konińskim, w gminie Wierzbinek, przy drodze wojewódzkiej nr 266.
Etymologia nazwy wsi wywodzi się od imienia własnego Jan. Wedle dokumentów historycznych w 149 zapisywana była jako Janowycze; od XVI w. w obecnym brzmieniu.
W XIX wieku w Janowicach znajdował się folwark należący do rodziny Żychlińskich. W latach 1975–1998 miejscowość należała administracyjnie do województwa konińskiego.